# SS City of Tokio
El SS City of Tokio (a veces escrito City of Tokyo) fue un buque de vapor de hierro construido en 1874 por Delaware River Iron Ship Building and Engine Works para la Pacific Mail Steamship Company. El City of Tokio y su gemelo el City of Peking eran en el momento de su construcción los buques más grandes jamás construidos en Estados Unidos, y los segundos más grandes del mundo por detrás del trasatlántico británico Great Eastern.
Al igual que el Great Eastern, la construcción de los dos buques del Pacific Mail estuvo plagada de dificultades financieras, que amenazaron con llevar a la quiebra al constructor naval. Sin embargo, a diferencia del Great Eastern, que fue un fracaso comercial, el City of Tokio disfrutó de una exitosa carrera comercial hasta que naufragó a la entrada de la bahía de Tokio en 1885.
El City of Tokio se distingue por ser el primer barco que llevó a miembros de la primera generación de emigrantes japoneses a Estados Unidos.

## Hundimiento
El servicio del City of Tokio iba a terminar prematuramente. En las primeras horas del 24 de junio de 1885, en condiciones de escasa visibilidad, el City of Tokio encalló en las rocas a la entrada de la bahía de Tokio. Al principio parecía que el barco podría ser reflotado, pero la llegada de un tifón hizo imposible el salvamento, y la tormenta dañó el barco irreparablemente. Afortunadamente, todos los pasajeros y parte de la carga pudieron ser sacados a salvo antes de que el buque naufragara.